# Myrosław Skoryk
Myrosław Mychajłowycz Skoryk (ukr. Миросла́в Миха́йлович Ско́рик; ur. 13 lipca 1938 we Lwowie, zm. 1 czerwca 2020 w Kijowie) – ukraiński kompozytor i muzykolog.

## Życiorys
Skoryk pochodził z rodziny inteligenckiej. Był wnukiem Wołodymyra Ochrymowycza i wnukiem siostry Sołomii Kruszelnyćkiej. Jego ojciec Mychajło był historykiem i etnografem, pracował w lwowskim oddziale Akademii Nauk Ukraińskiej SRR. Rodzice uprawiali muzykę amatorsko – ojciec grał na skrzypcach, matka śpiewała. W latach 1947–1953 przebywał z rodzicami na zesłaniu w Anżero-Sudżensku w obwodzie kemerowskim ZSRR.
W latach 1955–1960 studiował w lwowskim konserwatorium. Jego profesorami byli m.in. Stanisław Ludkewycz, Roman Simowycz i Adam Sołtys. Uzyskał dyplom na podstawie kantaty „Wesna” do słów Iwana Franki. W 1964 zakończył studia podyplomowe w konserwatorium moskiewskim obroną doktoratu o muzyce Siergieja Prokofjewa. Na tej uczelni pogłębiał wiedzę w klasie prowadzonej przez Dmitrija Kabalewskogo. W okresie nauki w konserwatorium występował w orkiestrze studenckiej i pisał piosenki dla założonego przez siebie zespołu wokalno-instrumentalnego „Weseli skrypky”.
Od 1963 do 1966 wykładał kompozycję na konserwatorium we Lwowie, następnie do końca lat 80. XX w. – na konserwatorium w Kijowie. Wśród jego uczniów byli wówczas Jewhen Stankowycz, Iwan Karabyć i Anna Hawryłeć. W 1999 został kierownikiem katedry historii muzyki ukraińskiej w Ukraińskiej Narodowej Akademii Muzycznej. W tym czasie powrócił do wykładów na konserwatorium we Lwowie.
W 1989 przewodniczył jury festiwalu muzycznego Czerwona Ruta. W 2002 został kierownikiem artystycznym festiwalu „Kyiv Muzik Fest”. W latach 2006–2010 był współprzewodniczącym Związku Kompozytorów Ukrainy. Od kwietnia 2011 do 2016 pełnił funkcję kierownika artystycznego Opery Kijowskiej.
Jest pochowany na Cmentarzu Łyczakowskim we Lwowie (pole nr 13).
Posiadał tytuły honorowe Bohatera Ukrainy (nadany w 2008) , Ludowego Artysty Ukraińskiej SRR (1988) i Zasłużonego Działacza Sztuk USRR (1969). Był kawalerem ukraińskiego Orderu „Za zasługi” I, II i III klasy oraz sowieckiego Orderu „Znak Honoru”. W 1987 otrzymał państwową nagrodę im. Tarasa Szewczenki, a w 1968 – nagrodę Komsomołu Ukraińskiej SRR im. Mykoły Ostrowśkoho.
Skoryk komponował muzykę w wielu stylach: neofolklorystycznym, neoklasycystycznym, neoromantycznym, eklektycznym i postmodernistycznym. Inspirował się m.in. ukraińską muzyką ludową (szczególnie z regionu karpackiego), lwowskim folklorem miejskim i jazzem.
Od 2020 jest patronem Lwowskiej Filharmonii Narodowej, która od 2021 co dwa lata organizuje konkurs dla młodych ukraińskich kompozytorów imienia Skoryka. Jego imię nosi także od 2021 państwowa nagroda Ukrainy za zasługi dla muzyki. W jednej z auli Ukraińskiej Narodowej Akademii Muzycznej znajduje się poświęcona mu tablica pamiątkowa.

## Wybrane dzieła
(na podstawie źródeł)
- 1960: poemat symfoniczny Wals
- 1960: kantata Wesna na chór i orkiestrę
- 1961: suita na orkiestrę kameralną
- 1963: poemat symfoniczny Sylnisze smerti
- 1964: kantata Ludyna na chór i orkiestrę
- 1965: suita na orkiestrę symfoniczną Huculski tryptyk
- 1967: balet Kameniary na podstawie twórczości Iwana Franki
- 1969: komedia muzyczna 0:0 na naszu koryst
- 1972: koncert „Karpacki” na orkiestrę symfoniczną
- 1993: poemat symfoniczny 1933
- 1994: poemat symfoniczny Spohad pro Batkiwszczynu
- 2001: opera Mojsej na podstawie twórczości Iwana Franki
- 2003: poemat-kantata Hamalija do słów Tarasa Szewczenki
- 2006: balet Powernennia Butterfly na motywach biografii Sołomii Kruszelnyćkiej[16]

Napisał także m.in. trzy koncerty na fortepian z orkiestrą, 9 koncertów na skrzypce z orkiestrą, pieśni do słów Tarasa Szewczenki, utwory muzyki religijnej.

## Wybrana muzyka filmowa
(na podstawie źródeł)
- 1964: Cienie zapomnianych przodków
- 1964: Jak Kozacy kulisz gotowali (pierwszy z serii filmów animowanych o Kozakach)
- 1974: Gusi-lebiedi letiat
- 1977: Jak kotek z pieskiem umyli podłogę
- 1981: Wysokyj perewał
- 1991: Nam dzwony ne hrały, koły my wmyrały
- 2007: Łys Mykyta (pierwszy serial animowany w niepodległej Ukrainie)
- 2019: Taras. Powernennija